# Eremaea atala
Eremaea atala är en myrtenväxtart som beskrevs av Hnatiuk. Eremaea atala ingår i släktet Eremaea och familjen myrtenväxter. Inga underarter finns listade i Catalogue of Life.